# 蔡先於

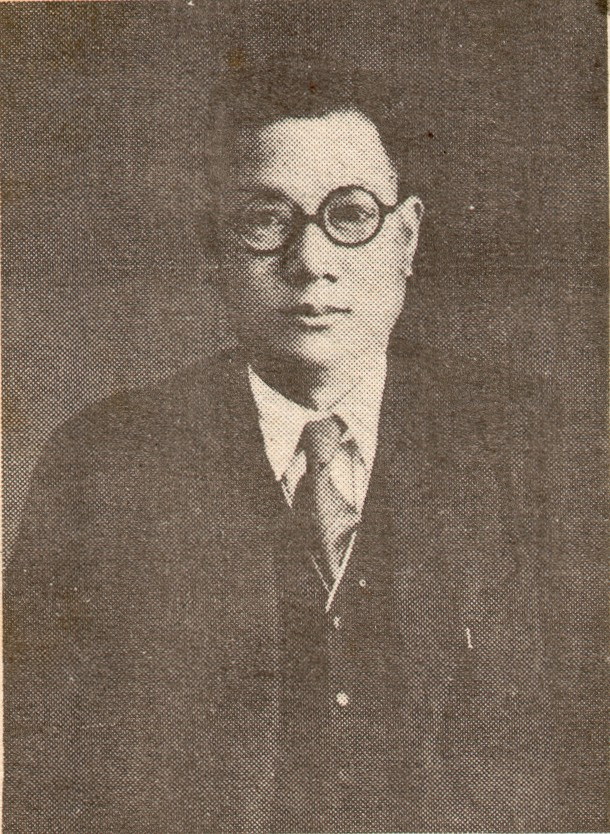
蔡先於

蔡先於（1893年—1960年7月12日），是一位出身臺中梧棲的律師、政治人物及社會運動者。

## 生平
1893年，蔡先於出生在臺中州大甲郡梧棲街；他是家裡第三個出生的男孩，他的父親是蔡瑤。
1913年（大正二年），蔡先於畢業自國語學校師範部，隨後在梧棲公學校及沙鹿公學校擔任教員。
1918年，蔡先於前往明治大學法科就讀，後於1921年畢業。
1920年，蔡先於在新民會成立後任其理事。
1923年，蔡先於參加臺灣議會期成同盟會成立典禮，並遭警察逮捕，後被宣判無罪釋放；此後，他巡迴於臺灣地區舉行「文化講演」，又經蔣渭水介紹與任職臺灣總督府書記補的李勤（1899年 - 1975年，父親是李壬水）結婚。
1925年（一說1926年），蔡先於再度前往明治大學進修，並於次年自正科畢業。1927年（一說1928年），蔡先於在高等文官司法科考試合格。
1929年，蔡先於在东京地方法院（東京地方裁判所）登記為律師，並隨後返回臺灣，於當年11月在臺灣完成律師登記，並在臺中市榮町（一說千歲町）開設事務所。
1935年，蔡先於獲選為臺中市會議員。
民國三十五年（1946年），蔡先於當選臺中縣參議員與副議長，並為梧棲港爭取開發機會。
後來，蔡先於將「臺中慈惠院」改為「臺中救濟院」（後為「臺中仁愛之家」）並自任院長，又另創立「靜和精神醫院」、「慈惠醫院」、「結核病療養院」等。

## 家庭
蔡先於與李勤育有長男蔡行堯（1926年 - 2009年）、長女蔡淑卿（1929年 - 2022）、次女蔡淑貞（1930年 - 2015年）等子女。